# Gillian Foulger
Gillian Rose Foulger (1952) es una geóloga y académica británica, profesora de Geofísica en la Universidad de Durham. Es una de las principales defensoras de modelos alternativos a la hipótesis establecida de la pluma mantélica profunda.  Sus hallazgos contribuyeron de manera importante a la comprensión de las áreas volcánicas y sísmicas, como Hawái, Islandia y las áreas de actividad de Yellowstone.
Fue galardonada por su trabajo con la Medalla Price de 2005, por «investigaciones de mérito sobresaliente en geofísica de tierra sólida, oceanografía o ciencias planetarias» de la Royal Astronomical Society. Ese mismo año fue nombrada miembro de la Academia Nacional de Ciencias de Islandia.

## Obra
- Foulger, G.R. (2005). Plates, Plumes, And Paradigms. Geological Society of America. p. 881. ISBN 0-8137-2388-4.
- Foulger, G.R. (2007). Plates, Plumes, and Planetary Processes. Geological Society of America. pp. 998. ISBN 978-0-8137-2430-0.
- Foulger, G.R. (2010). Plates vs. Plumes: A Geological Controversy. Wiley-Blackwell. p. 364. ISBN 978-1-4051-6148-0.